# Kuiler en Drewes

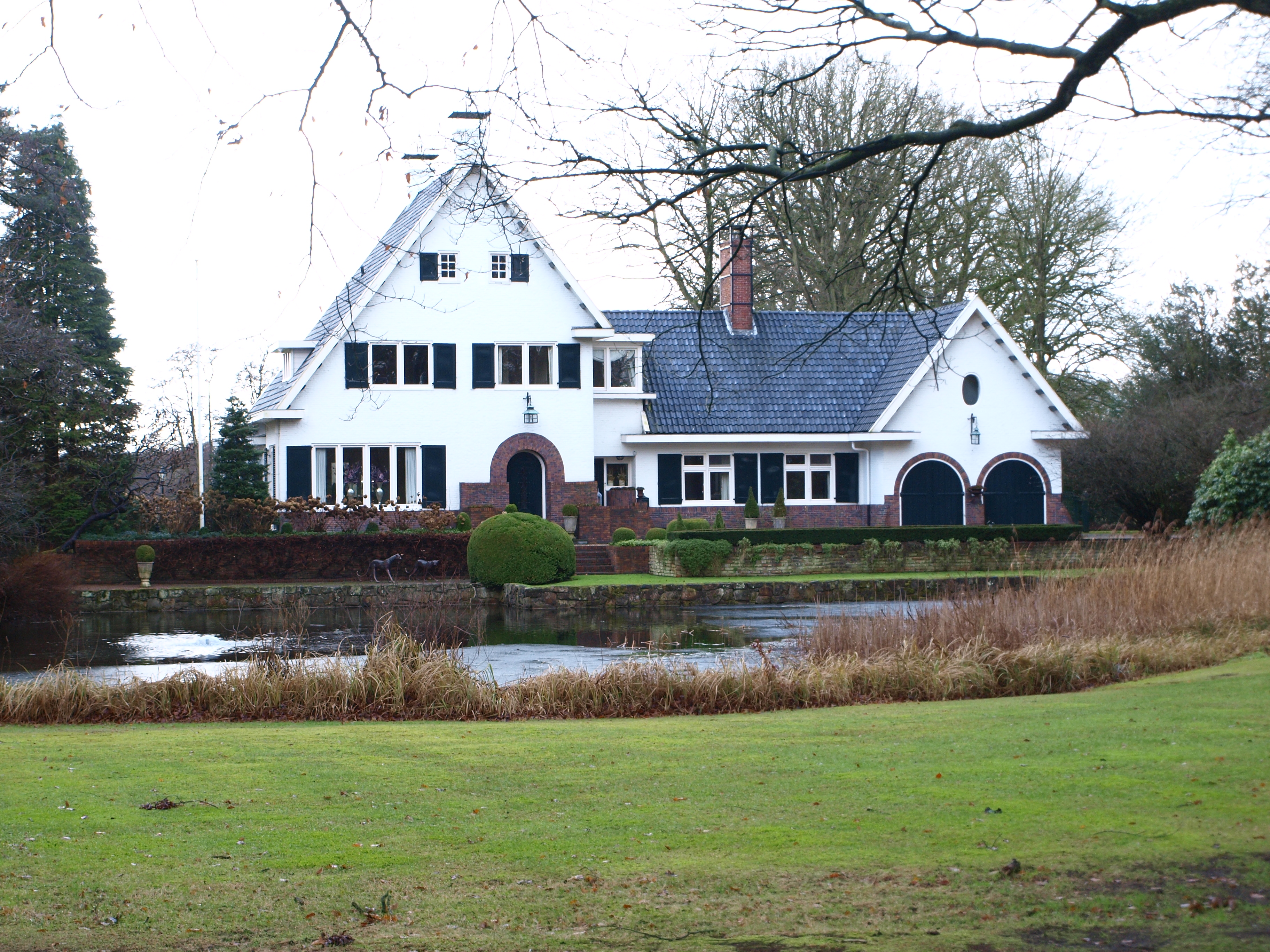
Villa Rijksstraatweg 381, Haren (Gr.)

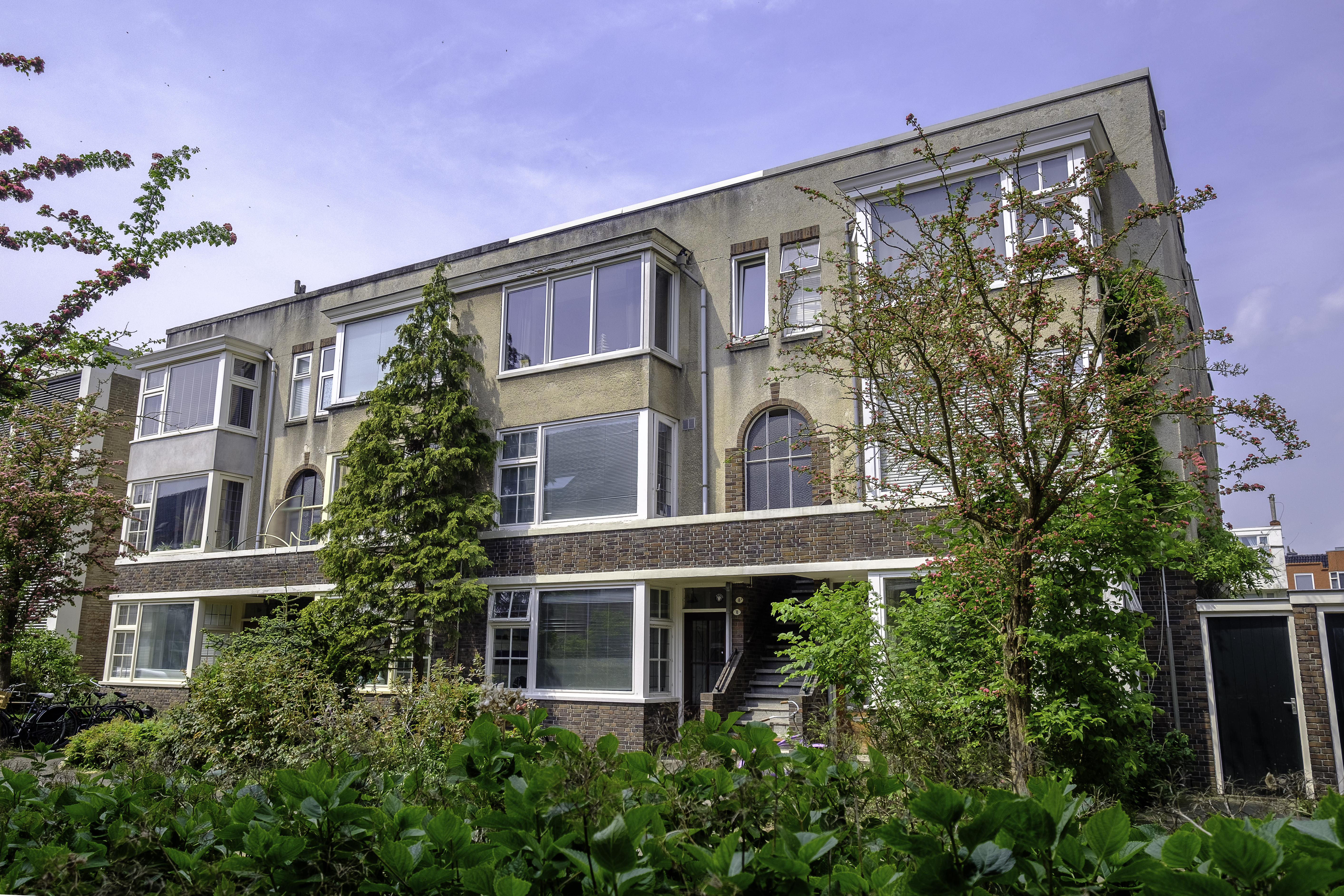
Portieketagewoningen, C.H. Petersstraat, Groningen

Kuiler en Drewes was een Gronings architectenduo dat bestond uit Jan Kuiler (1883-1952) en Lucas Drewes (1870-1969). Het bureau, dat bestond van 1916 tot Kuilers dood in 1952, werd in de periode van de wederopbouwarchitectuur bekend door het standaardontwerp voor een eenvoudige woningwetwoning waarmee het 1000-woningenplan van de provincie Groningen werd gerealiseerd. Dit ontwerp was gemaakt door de architecten Jan Adam Por (1921-1967) en Pieter Mient Hoekstra (1922-2010), die bij Kuiler en Drewes in dienst waren. Na 1945 had Kuiler zich teruggetrokken, hoewel het bureau zijn naam bleef dragen. Hoekstra, die bij Drewes ondergedoken had gezeten, kreeg feitelijk de leiding.

## Werken (beknopte selectie)
- 1916: Schoorsteen vm. NV Vleesconservenfabriek Gerzon, Groningen
- 1918: Poortgebouw van De Eshof, Haren
- 1918  Huize Hemmen aan de Rijksstraatweg 63, Haren. Oorspronkelijk vroeg-19e-eeuws landhuis, in opdracht van A. de Muinck Keizer ingrijpend verbouwd.
- 1922: Riante villa Huis ter Aa, Meentweg 17, Glimmen (Gron.) in opdracht van Lambertus H. Mansholt, Lid van Gedeputeerde Staten[5]
- 1923: Odd Fellowhuis, Groningen[6]
- 1923-'24: Bankgebouw, Groningen[7]
- 1927: Oosterkerk, Groningen[8]
- 1928: Hoekpand bij Herewegviaduct, Groningen[9]
- 1931: Puddingfabriek, Groningen
- 1931: Dubbel landhuis, Groningen[10]
- 1934: Kunstlievend Genootschap Pictura, Sint Walburgstraat 1 Groningen
- 1936: Villa in Haren[11]
- 1938: Woonhuis van voormalige boerderij, Norg[12]
- 1952: Immanuëlkerk, Capelle aan den IJssel, met achtkantige plattegrond (ontwerp P.M. Hoekstra)[13]